# Mister International 2010
Ne doit pas être confondu avec Mr. International 2010, Mr. Intercontinental 2010, Mister Monde 2010 ou Manhunt international 2010.
Mister International 2010 fut la cinquième édition du concours mondial de beauté masculine Mister International. Le concours se déroula le 20 novembre 2010 au Central Park de Jakarta, en Indonésie,. Parmi les 40 candidats qui se sont présentés à cette élection (un record pour ce concours créé en 2006), ce fut Ryan Terry de la Grande-Bretagne qui succéda au Bolivien Juan Bruno Kettels Torrico.

## Résultats

### Classement
| Place                     | Candidat |
| ------------------------- | --- |
| Mister International 2010 | - Royaume-Uni – Ryan Terry |
| 1er dauphin               | - Brésil – Caio Lucius Ribeiro |
| 2e dauphin                | - Espagne – Luis Alberto Maicas |
| 3e dauphin                | - Indonésie – Thomas Sebastian |
| 4e dauphin                | - Grèce – Leonides Sulai |
| Top 10                    | - Turquie – Efecan Dianzenza - Chili – Gustavo Alfredo García Vargas - Namibie – Barnabas Hangey Nanhapo Weyulu - Bosnie-Herzégovine – Adis Topalović - France – Jordan Haag   |
| Top 15                    | - Venezuela – Francisco Emilio Sanchez Weky - Autriche – Jürgen Aschauer - Belgique – Tuur Roels - Bolivie – Marco Antonio Rodriguez Zarco - Philippines – Raphael Cruz Carlos |

### Récompenses spéciales
| Titre                                             | Candidat                                          |
| ------------------------------------------------- | ------------------------------------------------- |
| Mister Photogenic (Photogénique)                  | - Sri Lanka – Singapullige Yasitha Dilshan Perera |
| Mister Congeniality (Sympathie)                   | - Honduras – Maynor Sandoval                      |
| Best National Costume (Meilleur costume national) | - Indonésie – Thomas Sebastian                    |
| Best Body (Meilleur corps)                        | - Royaume-Uni – Ryan Terry                        |
| Mister Model (Mannequin)                          | - Ukraine – Petro Matsak                          |

## Juges
Les candidats furent jugés par les personnes suivantes :
- Richard Sambera, un ancien athlète de natation et rédacteur en chef de Men's Fitness (en)
- Fira Basuki, rédactrice en chef de la version indonésienne de Cosmopolitan
- Angelique Dewi, responsable marketing au département des communications de Nutrifood Indonesia
- Zivanna Letisha Siregar, Puteri Indonesia 2008 (en) (Miss Indonésie nationale 2008)
- Christina Ramirez, spécialiste de la politique sociale
- Chris Chew, conseiller en fitness
- Waloop Phrasophol, directeur de Masion Film Thailand

## Musiques
- Spirit of Duo et Waterland de Duo Percussion, pour l’ouverture des costumes nationaux
- Shut Up and Let Me Go des Ting Tings, interprété par Rini Wulandari (en) lors du défilé du top 15 en maillot de bain
- Don’t Stop the Music de Rihanna, interprété par Krisdayanti lors du défilé du top 10 en tenue de soirée

## Candidats
| Pays               | Candidat                            | Âge    | Taille | Ville d’origine            |
| ------------------ | ----------------------------------- | ------ | ------ | -------------------------- |
| Australie          | Tim Boulenger                       | 25 ans | 1,95 m | Sydney                     |
| Autriche           | Jürgen Aschauer                     | 21 ans | 1,82 m | Vienne                     |
| Azerbaïdjan        | Elnur Tagviev                       | 20 ans | 1,78 m | Bakou                      |
| Belgique           | Tuur Roels                          | 23 ans | 1,86 m | Alost                      |
| Bolivie            | Marco Antonio Rodriguez             | 30 ans | 1,85 m | Santa Cruz                 |
| Bosnie-Herzégovine | Adis Topalović                      | 25 ans | 1,87 m | Zenica                     |
| Brésil             | Caio Lucius Ribeiro                 | 20 ans | 1,87 m | Votuporanga                |
| Chili              | Gustavo Garcia                      | 28 ans | 1,85 m | Santiago                   |
| Colombie           | Juan Pablo Mejia                    | 19 ans | 1,85 m | Bogota                     |
| Corée du Sud       | Kim Gi-Jong                         | 19 ans | 1,78 m | Séoul                      |
| Costa Rica         | Alexander Vega Hidalgo              | 22 ans | 1,84 m | San Jose                   |
| Danemark           | Marc Ciano Marra                    | 25 ans | 1,76 m | Copenhague                 |
| Équateur           | Alessio Cuneo                       | 23 ans | 1,79 m | Guayaquil                  |
| Espagne            | Luis Alberto Maicas                 | 20 ans | 1,85 m | Madrid                     |
| France             | Jordan Haag                         | 19 ans | 1,85 m | Paris                      |
| Grèce              | Leonides Sulai                      | 24 ans | 1,79 m | Thessalonique              |
| Guatemala          | Mario Gilberto Marroquin            | 28 ans | 1,74 m | Guatemala                  |
| Honduras           | Maynor Sandoval                     | 25 ans | 1,80 m | Tégucigalpa                |
| Inde               | Akash Charan                        | 30 ans | 1,81 m | Jaipur                     |
| Indonésie          | Thomas Sébastian                    | 25 ans | 1,81 m | Bandung                    |
| Irlande            | Darragh Hayes                       | 29     | 1,77 m | Clonshaugh, près de Dublin |
| Kazakhstan         | Yuriy Litvishkov                    | 23 ans | 1,79 m | Almaty                     |
| Liban              | Mohamad Arabi                       | 24 ans | 1,85 m | Beyrouth                   |
| Madagascar         | Lovasoa Razadindrazaka              | 22 ans | 1,84 m | Antananarivo               |
| Malaisie           | Kubendren Sewalinggam               | 24 ans | 1,74 m | Penang                     |
| Namibie            | Barnabas Weyulu                     | 27 ans | 1,81 m | Windhoek                   |
| Pakistan           | Fahad Hussain                       | 23 ans | 1,77 m | Lahore                     |
| Panama             | Francisco Navarro                   | 22 ans | 1,85 m | Panama                     |
| Pays-Bas           | Harjot Singh Sindhu                 | 26 ans | 1,87 m | Rotterdam                  |
| Philippines        | Raphael Carlos                      | 19 ans | 1,83 m | Marikina                   |
| République tchèque | Jan Pochobradský                    | 23 ans | 1,74 m | Prague                     |
| Royaume-Uni        | Ryan Terry                          | 22 ans | 1,80 m | Mansfield                  |
| Salvador           | Kerim Handal                        | 27 ans | 1,80 m | Antiguo Cuscatlán          |
| Singapour          | Tay Yuanqio                         | 23 ans | 1,75 m | quartier de Clementi (en)  |
| Slovaquie          | Adam Barabáš                        | 20 ans | 1,82 m | Dubnica nad Váhom          |
| Slovénie           | Marko Janko                         | 22 ans | 1,80 m | Mozirje                    |
| Sri Lanka          | Singapullige Yasitha Dilshan Perera | 26 ans | 1,79 m | Colombo                    |
| Turquie            | Efecan Dianzenza                    | 24 ans | 1,90 m | Istanbul                   |
| Ukraine            | Petro Matsak                        | 18 ans | 1,86 m | Oujhorod                   |
| Venezuela          | Francisco Sánchez Weky              | 25 ans | 1,81 m | Caracas                    |